# West-Indisch Bedrijf
Het West-Indisch Bedrijf was een onderdeel van de KLM dat vanaf 1934 tot 1964 vluchten verzorgde binnen de Nederlandse Antillen, Suriname (samen Nederlands West-Indië) en de buurlanden.
De oprichting werd mede mogelijk gemaakt door de toezegging van de PTT die een lucratief contract in het vooruitzicht stelde voor het vervoeren van de post naar de koloniën. De eerste postvlucht van Nederland naar Curaçao met de "Snip" op 22 december 1934 markeerde het beginpunt van deze onderneming.
In eerste instantie vloog het West-Indisch Bedrijf voornamelijk van Willemstad naar Aruba (eerste vlucht 19 januari 1935) en Venezuela en Jamaica in samenwerking met de Koninklijke Nederlandse Stoomboot-Maatschappij (KNSM). Pas na de Tweede Wereldoorlog vonden er reguliere vlucht Amsterdam-Curaçao plaats. De Tweede Wereldoorlog zelf was van groot belang voor het WIB, het werd door de olieraffinaderijen op Aruba een belangrijke vervoerder en was een van de best lopende luchtvaartmaatschappijen van die tijd.
In 1964 veranderde het West-Indisch bedrijf in de Antilliaanse Luchtvaart Maatschappij (ALM), waarbij ook de Nederlandse Antillen mede-eigenaar werden.